# Protaphis sonchi
Protaphis sonchi är en insektsart. Protaphis sonchi ingår i släktet Protaphis och familjen långrörsbladlöss. Inga underarter finns listade i Catalogue of Life.